# قيود تامة التقييد
في الميكانيكا التقليدية، القيود تامة التقييد (بالإنجليزية: Holonomic constraints)‏ هي علاقات بين متغيرات الموضع (وربما الزمن) والتي يمكن التعبير عنها بالشكل التالي:
{\displaystyle f(u_{1},u_{2},u_{3},\ldots ,u_{n},t)=0}
حيث {\displaystyle \{u_{1},u_{2},u_{3},\ldots ,u_{n}\}} هي إحداثيات معممة عددها n تصف المنظومة (في فضاء التشكيل [الإنجليزية] غير المقيد). على سبيل المثال، تخضع حركة الجسيم المقيد بالاستلقاء على سطح الكرة لقيود تامة التقييد، ولكن إذا كان الجسيم قادرًا على السقوط من الكرة تحت تأثير الثقالة، يصبح القيد غير تام التقييد. بالنسبة للحالة الأولى، يمكن إعطاء القيد تام التقييد بالمعادلة التالية:
{\displaystyle r^{2}-a^{2}=0}
حيث {\displaystyle r} هي المسافة من مركز كرة نصف قطرها {\displaystyle a}، في حين أن الحالة الثانية غير تامة التقييد يمكن إعطاءها بـ:
{\displaystyle r^{2}-a^{2}\geq 0}
القيود المُعتمِدة على السرعة (وتسمى أيضًا القيود نصف تامة التقييد) مثل:
{\displaystyle f(u_{1},u_{2},\ldots ,u_{n},{\dot {u}}_{1},{\dot {u}}_{2},\ldots ,{\dot {u}}_{n},t)=0}
لا تكون عادةً تامة التقييد.[بحاجة لمصدر]